# Poyols
Poyols är en kommun i departementet Drôme i regionen Auvergne-Rhône-Alpes i sydöstra Frankrike. Kommunen ligger i kantonen Luc-en-Diois som tillhör arrondissementet Die. År 2022 hade Poyols 89 invånare.

## Befolkningsutveckling
Antalet invånare i kommunen Poyols
Referens:INSEE